# Gasthaus zur Krone (Otterberg)
Das Gasthaus zur Krone ist ein denkmalgeschütztes Gehöft in der Hauptstraße 68 in Otterberg.

## Geschichte
Vorher stand an dieser Stelle das Gasthaus „Zum Anker“. 1778 wurde das neue Gebäude von Ratsbürgermeister Jakob Seitz erbaut. Er zog jedoch später nach Bad Kreuznach um. Das typische, landwirtschaftliche Anwesen war eine Ausnahme im Stadtbild von Otterberg. Seit Anfang des 19. Jahrhunderts dient es als Gasthaus „Zur Krone“ in guter Lage nahe der Abteikirche inmitten der Stadt. Von 1895 bis 1948 war es im Besitz der Familie von Johannes Gimbel. Danach wurde es von Hans Eymann verkauft. 1986 wurde das Fachwerk freigelegt und das Gasthaus nach umfangreicher Renovierung im Mai 1987 in den hinter dem Haupthaus am Kirchplatz gelegenen ehemaligen Stallungen wieder eröffnet. Heute ist die Krone ein griechisches Restaurant.

## Architektur
Das zweigeschossige Gasthaus mit Satteldach ist ein langgestreckter Spätbarocker Fachwerkbau (bezeichnet 1778). Das Erdgeschoss des Haupthauses besteht aus Steinen, das Obergeschoss und der Giebel sind in Fachwerk gebaut. Östlich davon steht ein Wirtschaftsgebäude, in dem das Restaurant untergebracht ist. Der Hof zwischen den Gebäuden ist zum Kirchplatz geöffnet.